# محمود العويناتي
محمود العويناتي (16 مايو 1994) لاعب كرة قدم بحريني يلعب حاليا لصالح نادي الدرجة الأولى الأهلي البحريني في مركز الوسط المهاجم من 2012.